# Велоспорт на літніх Олімпійських іграх 1896 — 100 кілометрів
Перегони на 100 кілометрів на велотреці серед чоловіків на Літніх Олімпійських іграх 1896 року пройшли 8 квітня. У перегонах взяли участь десять спортсменів з п'яти країн. Це було перше змагання з велоспорту, яке відбулося на Олімпіаді.

## Призери
| Золото                | Срібло                     | Бронза |
| Леон Фламан · Франція | Георгіос Колеттіс · Греція | —      |

## Змагання
| Місце | Спортсмен                      | Час              |
| ----- | ------------------------------ | ---------------- |
| 1     | Леон Фламан (FRA)              | 3:08:19,2        |
| 2     | Георгіос Колеттіс (GRE)        | Невідомо         |
| —     | Бернард Кнубель (GER)          | Покинув на 41 км |
| —     | Теодор Лойпольд (GER)          | Покинув на 37 км |
| —     | Едвард Баттел (GBR)            | Покинув на 17 км |
| —     | Арістідіс Константінідіс (GRE) | Покинув на 16 км |
| —     | Йозеф Роземаєр (GER)           | DNF              |
| —     | Адольф Шмаль (AUT)             | DNF              |
| —     | Йозеф Вельценбахер (GER)       | DNF              |
| —     | Георгіос Аспіотіс (GRE)        | DNF              |

Перегони проходили на велодромі «Нео Фалірон». Це змагання проходило у присутності короля Греції Георга I та короля Сербії Олександра І Обреновича. Головою журі був кронпринц Костянтин. Інтерес публіки спочатку був великий, але згодом він вщух, через монотонність змагання. У цьому змаганні дозволялась участь пейсмейкерів. Проте вони були лише у Фламана та Колеттіса. Інші спортсмени згодом залишили перегони, так як вони не змогли зберігати ритм без пейсмейкерів. Після подолання третини шляху, залишилися лише чотири велосипедиста. Німецькі спортсмени їхали у парі, допомагаючи один одному тримати ритм. Але і вони були вимушені закінчити перегони, Теодор Лойпольд на 37 кілометрі, а Бернард Кнубель на 41. Коли залишились лише двоє велосипедистів у Колеттіса виникли проблеми з велосипедом, Фламан зупинився, та чекав поки велосипед суперника не буде полагоджено. Ближче до кінця перегонів Фламан упав, але все-таки він прийшов першим, обігнавши суперника на 11 кіл. Король Георг I особисто привітав спортсменів.

## Цікаві факти
- Поль Массон був у заявці, але не брав участі у перегонах. Відомо, що він був одним з пейсмейкерів Фламана.
- У Леона Фламана нога була обмотана прапором Франції.
- Деякі дослідники заперечують участь Георгіоса Аспіотіса у цьому змаганні[2].